# William Franklyn (Offizier)

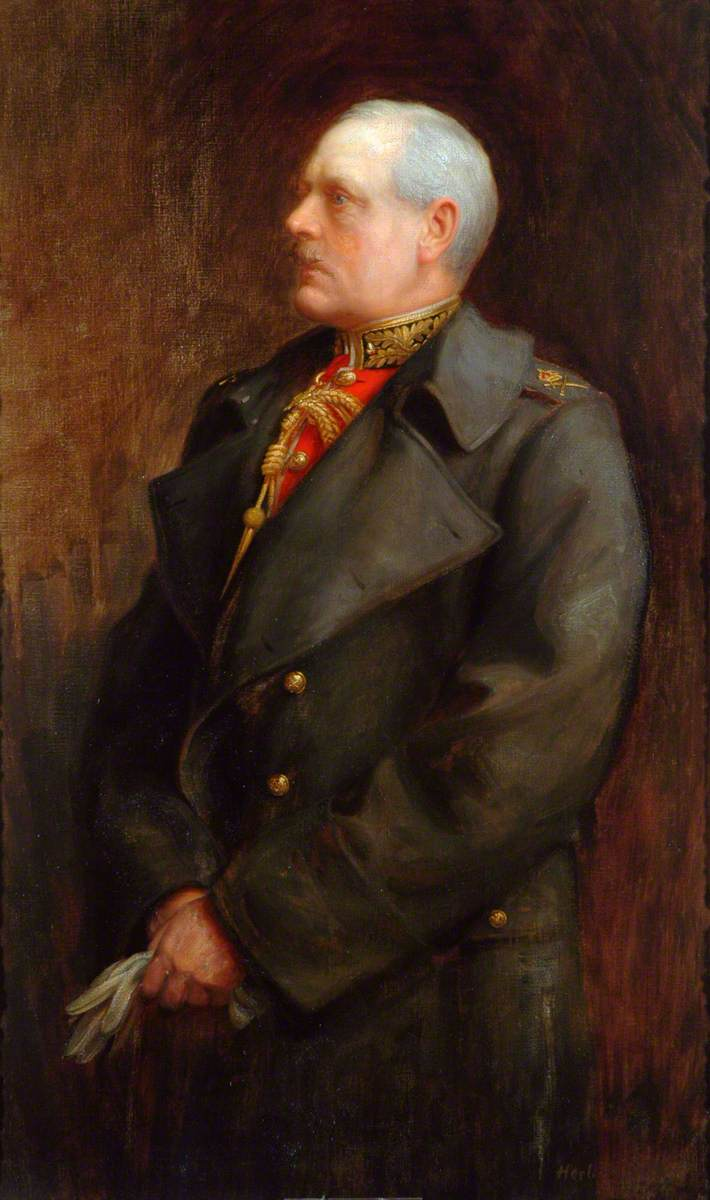
Sir William Edmund Franklyn (Gemälde von Herbert James Draper, 1912).

Sir William Edmund Franklyn, KCB (* 14. Mai 1856 in Ventnor, Isle of Wight, England; † 27. Oktober 1914 in Luton Hoo, Hertfordshire, England) war ein britischer Offizier und zuletzt Generalleutnant der British Army.

## Leben
William Edmund Franklyn war der ältere Sohn des Geistlichen Reverend Thomas Edmund Franklyn, der 1833 Vicar von Old Dalby wurde, und dessen Ehefrau Selina Eliza Hope. Seine Schwester Edith May Selina Franklyn war die Ehefrau des Friedensrichters John Munton Jaffray, Sohn des Journalisten und Zeitungsverlegers Sir John Jaffray, 1. Baronet.
Nach dem Besuch der renommierten Rugby School trat er 1874 als Leutnant (Sub-Lieutenant) in das Linieninfanterieregiment 19th Regiment of Foot ein, aus dem 1881 das The Princess of Wales’s Own (Yorkshire Regiment) hervorging. In der Folgezeit fand er zahlreiche Verwendungen als Offizier und Stabsoffizier und wurde für seine Verdienste 1902 Companion des militärischen Zweiges des Order of the Bath (CB). Er war als Brigadegeneral (Brigadier) zwischen Oktober 1902 und März 1904 Kommandeur der zur 5. Division (5th Division) gehörenden 10. Brigade (Commanding, 10th Brigade). Im Anschluss war er als Generalmajor (Major-General) von März 1904 bis Mai 1906 Leiter der Abteilung Personalangelegenheiten im Kriegsministerium (Director of Personal Services, War Office) sowie als Nachfolger von Generalmajor Charles Edmond Knox von Juni 1906 bis zu seiner Ablösung durch Generalmajor Herbert Belfield im Mai 1907 Kommandeur der 4. Division (General Officer Commanding, 4th Division), die zum Heereskommando Süd (Southern Command) gehörte.
Im Anschluss wurde General William Franklyn im Mai 1907 Kommandeur der zur Garnison Aldershot gehörenden 3. Division (General Officer Commanding, 3rd Division) und damit Nachfolger von Generalmajor Bruce Hamilton. Er verblieb auf diesem Posten bis Mai 1910 und wurde im Anschluss von Generalmajor Henry Rawlinson abgelöst. Im Oktober 1911 wurde er als Generalleutnant (Lieutenant-General) Militärsekretär im Kriegsministerium (Military Secretary) und löste auf diesem Posten Generalleutnant Sir Arthur Wynne ab. Er bekleidete dieses Amt bis August 1914, woraufhin Generalleutnant Sir Alfred Codrington seine Nachfolge antrat. Für seine Verdienste wurde er am 14. Juni 1912 zum Knight Commander des militärischen Zweiges des Order of the Bath (KCB) geschlagen und führte fortan den Namenszusatz „Sir“. Als Nachfolger von William Spencer Cooper wurde er des Weiteren 1906 Regimentsoberst des Alexandra, Princess of Wales’s Own (Yorkshire Regiment) und wurde nach seinem Tode 1914 von Sir Edward Stanislaus Bulfin abgelöst.
Aus seiner 1881 geschlossenen Ehe mit Helen Williams gingen zwei Söhne und eine Tochter hervor. Seine Tochter Dorothy Hope Franklyn (1883–1929) war die Ehefrau von George Edward Mervyn Thorneycroft und Mutter von George Edward Peter Thorneycroft, der unter anderem Mitglied des Unterhauses (House of Commons) sowie Verteidigungsminister war und 1967 als Life Peer mit dem Titel Baron Thorneycroft, , of Dunton in the County of Staffordshire, Mitglied des Oberhauses (House of Lords) wurde. Sein älterer Sohn war General Sir Harold Franklyn (1885–1963), während sein jüngerer Sohn Brigadegeneral Geoffrey Franklyn war.